# William Bartram

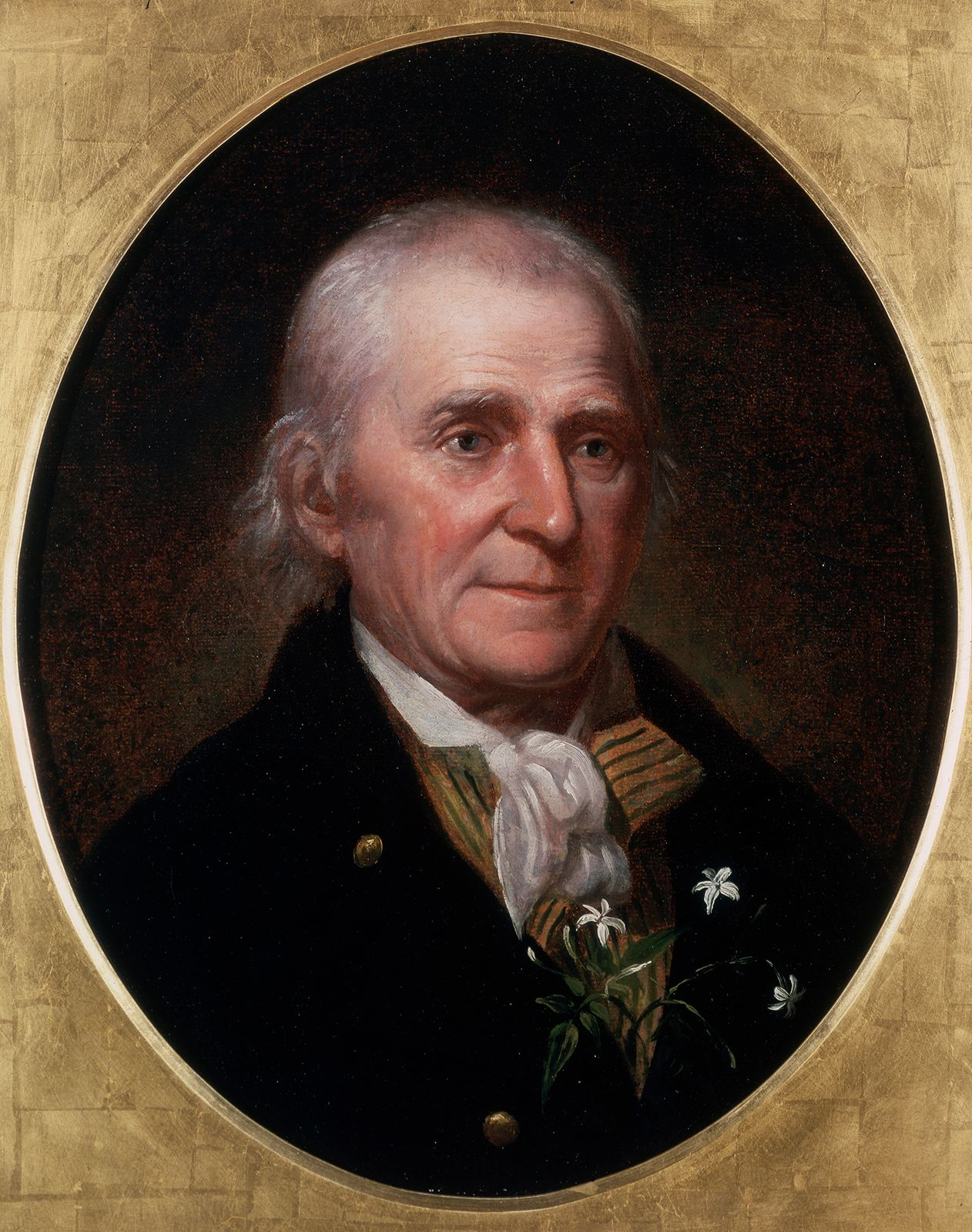
Portret Bartrama

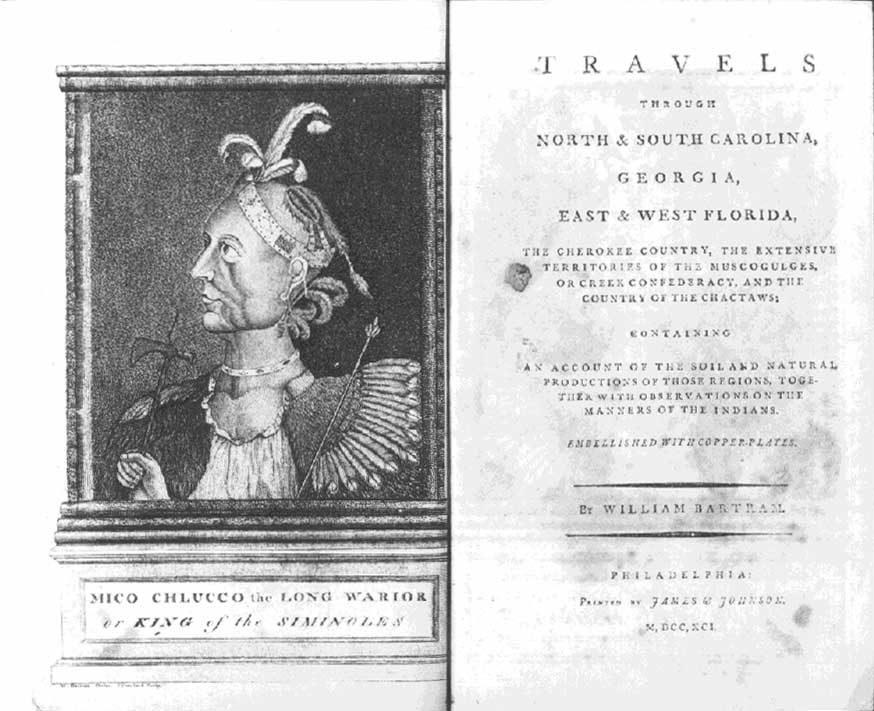
Strona tytułowa książki Bartrama, wyd. z 1791 r.

William Bartram (ur. w 1739 w Kingsessing koło Filadelfii, zm. w lipcu 1823) – amerykański przyrodnik, badacz flory i fauny Ameryki Północnej, a także badacz kultury plemion  Czirokezów i Creek. 
Syn przyrodnika Johna Bartrama. Uczył się od ojca, a następnie na Akademii Filadelfijskiej. 
W 1791 r. opublikował naukowy opis swoich podróży po USA: Travels through North and South Carolina, Georgia, East and West Florida, the Cherokee Country... Philadelphia, James & Johson. W następnej dekadzie książka ta miała 8 wydań w sześciu krajach europejskich. Wybrany do amerykańskiej Akademii Nauk Przyrodniczych i Amerykańskiego Towarzystwa Filozoficznego. 